# Suha, Koroška
Suha /pri Žvabeku/ (nemško: Neuhaus) je dvojezična občina na avstrijskem Koroškem, v okraju Velikovec. Ima 1107 prebivalcev, od katerih se jih 13,2% izreka za pripadnike slovenske narodne skupnosti.
Največje naselje v občini je Podlog (Pudlach), drugo največje je Žvabek, šele tretja je Suha.
Suha je od leta 1981 domači kraj mednarodno priljubljenega slovenskega a capella zbora Oktet Suha, od 1993 pa tudi z njimi povezane vsakoletne glasbene prireditve Festival Suha.

## Geografija

### Zemljepisni položaj
Občina Suha se nahaja na skrajnem vzhodu Podjune, na južnem bregu reke Drave. Glavno naselje v občini, Suha, je od slovensko - avstrijske meje oddaljeno približno 4 kilometre zračne linije.

### Razdelitev
Občina Suha je razdeljena na sedem katastrskih občin; to so Suha, Gradiče, Libeliška gora, Libeliče, Podlog, Sveto mesto in Žvabek. Na področju občine se nahaja sledečih 16 naselij (število prebivalstva po popisu iz leta 2011) :
| - Potoče (Bach) (89) - Libeliška gora (Berg ob Leifling) (35) - Pri Dravi (Draugegend) (0) - Gradiče (Graditschach) (38) - Dobrava (Hart) (63) - Sveto mesto (Heiligenstadt) (23) - Ivnik (Illmitzen) (37) - Kogelska gora (Kogelnigberg) (32) | - Libeliče (Leifling) (33) - Močula (Motschula) (108) - Suha (Neuhaus) (113) - Gornja vas (Oberdorf) (69) - Podlog (Pudlach) (334) - Žvabek (Schwabegg) (197) - Dolnja vas (Unterdorf) (42) - Beznica (Wesnitzen) (23) |

### Sosednje občine
| Ruda    | Labot             |           |
|         |                   |           |
| Pliberk | Ravne na Koroškem | Dravograd |

## Zgodovina
Najstarejša zapisana omemba kateregakoli naselja na območju občine Suha je iz leta 1154, to so bile Libeliče (zapisano kot Liwuelich). Žvabek se prvič omenja kot Castrum Swabec leta 1212.
Današnja občina Suha je nastala leta 1958, ko sta se združili do takrat samostojni občini Žvabek in Libeliče.

## Prebivalstvo
Po popisu iz leta 2001 ima občina Suha 1.236 prebivalcev, od tega jih ima 96,9 % avstrijsko in 1,0 % nemško državljanstvo. 13,2 % prebivalstva se prišteva k slovenski narodni skupnosti.
Rimo-katoliški cerkvi pripada 96,5 % prebivalstva občine, 1,4 % se jih deklarira za evangeličane. 1,3% se jih ne prišteva k nobeni uradni veroizpovedi.

## Kultura in znamenitosti
- Grad Suha
- Grad Libeliče
- Festival Suha, vsakoletno mednarodno srečanje vokalnih skupin
- Kmečki muzej „Patekov mlin“
- Romarska cerkev na Svetem mestu
- Muzej Liaunig
- Pot vodnih doživetij v Podlogu

## Politika

### Občinski svet
Občinski svet občine Suha ima 15 članov in se je na zadnjih občinskih volitvah leta 2021 izoblikoval takole:
- 7  Socialdemokratska stranka Avstrije (SPÖ)
- 5  Avstrijska ljudska stranka  (ÖVP)
- 3  Liste Neuhaus Suha (LNS) prej Enotna Lista (EL)

Neposredno izvoljeni župan je Patrick Skubel (SPÖ).

### Grb
V grbu občine Suha se nad zlatim grajskim stolpom, ki predstavlja grad Suha, na modrem polju bočijo tri zlate zvezde. Slednje simbolizirajo grofe Heunburške, ki so imeli v tem delu Podjune svoje glavne centre moči. Zlati plug v spodnjem delu grba nakazuje na kmetijstvo, zgodovinsko in tudi v današnjih časih najpomembnejšo gospodarsko dejavnost občine.
Grb in zastava sta bila občini podeljena 2. junija 1980. Zastava je modro-rumena, z vključenim grbom.

## Spletne povezave
- Gemeinde Neuhaus
- Podatki za Suha, Koroška. V: Statistik Austria.
- http://www.oktet-suha.at
- http://www.festival-suha.at